# Spermidyna
Spermidyna – organiczny związek chemiczny należący do poliamin.
Biologiczną rolą spermidyny jest ochrona DNA plemników przed kwasowym środowiskiem pochwy, które mogłoby spowodować jego denaturację, gdyż same są zasadowe. Ponadto spermidyna wraz z putrescyną i sperminą, reguluje laktację ssaków.
W 2016 r. opublikowano wyniki badań, z których wynika, że podawanie spermidyny (lub sperminy, ale nie putrescyny) wydłuża życie myszy o ok. 10%, zarówno przy podawaniu jej przez całe życie, jak w jego późnym okresie. Zaobserwowano też jej wpływ kardioprotekcyjny. Podobnie u ludzi: osoby stosujące dietę bogatą w spermidynę wykazywały niższe ciśnienie krwi i rzadziej cierpiały na choroby układu sercowo-naczyniowego. Badacze zasugerowali, że może to być podstawą do wprowadzenia prostej strategii ochrony przed chorobami układu krążenia.